# Dánské královské letectvo

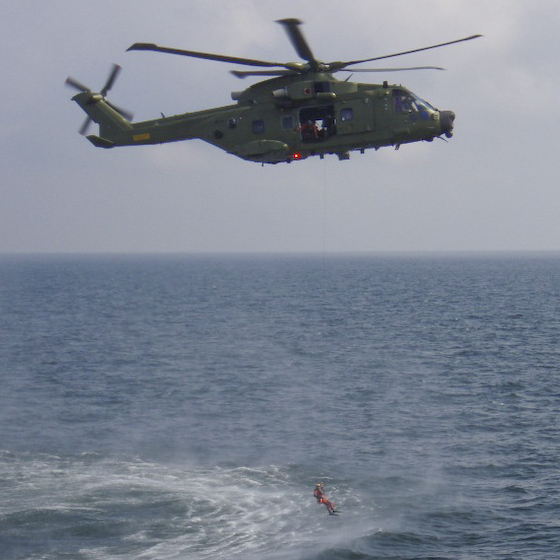
Dánský vrtulník AW101 Merlin

Dánské královské letectvo (dánsky Kongelige Danske Flyvevåbnet, v NATO a v angličtině uvedené jako Royal Danish Air Force – RDAF) je dánské letectvo a třetí složka dánských ozbrojených sil. Slouží v něm okolo 3500 mužů a žen.
Řízení operací spočívá na velitelství v Karupu. Založeno bylo v roce 1950, kdy byly sloučeny dánské armádní letecké sbory a námořní letecká služba.

## Přehled letecké techniky
Tabulka obsahuje přehled letecké techniky Dánského královského letectva podle Flightglobal.com.
| Název                                 | Fotografie     | Původ              | Určení                                     | Verze                                                                        | V aktivní službě | Poznámky                                         |                |
| Bojové letouny                        | Bojové letouny | Bojové letouny     | Bojové letouny                             | Bojové letouny                                                               | Bojové letouny   | Bojové letouny                                   | Bojové letouny |
| ------------------------------------- | -------------- | ------------------ | ------------------------------------------ | ---------------------------------------------------------------------------- | ---------------- | ------------------------------------------------ | -------------- |
| F-16 Fighting Falcon (MLU)            |                | USA                | víceúčelový bojový letoundvoumístný letoun | F-16AM Block 10 M4F-16AM Block 15 M6.5F-16BM Block 10 M4F-16BM Block 15 M6.5 | 33046            | V plánu je náhrada 27 stroji F-35A Lightning II. |                |
| F-35 Lightning II                     |                | USA                | víceúčelový bojový letoun                  | F-35A                                                                        | 1                | První stroj převzat 7.4. 2021.                   |                |
| Speciální letouny                     |                |                    |                                            |                                                                              |                  |                                                  |                |
| Bombardier Challenger 600             |                | Kanada             | námořní hlídkování/doprava VIP             | CL 604                                                                       | 3                |                                                  |                |
| Dopravní a transportní letouny        |                |                    |                                            |                                                                              |                  |                                                  |                |
| Lockheed Martin C-130J Super Hercules |                | USA                | transportní letoun                         | C-130J-30 Block 6.1                                                          | 4                |                                                  |                |
| Vrtulníky                             |                |                    |                                            |                                                                              |                  |                                                  |                |
| AgustaWestland AW101                  |                | Evropská unie      | pátrání a záchrana/transport               |                                                                              | 13               |                                                  |                |
| Eurocopter Fennec                     |                | Evropská unie      | užitkový vrtulník                          | AS550 C2                                                                     | 12               |                                                  |                |
| Sikorsky SH-60 Seahawk                |                | USA                | víceúčelový palubní vrtulník               | MH-60R Seahawk                                                               | 3                | Objednáno ještě 6 kusů.                          |                |
| Westland Lynx                         |                | Spojené království | palubní vrtulník                           | Super Lynx Mk.90B                                                            | 6                |                                                  |                |
| Cvičná letadla                        |                |                    |                                            |                                                                              |                  |                                                  |                |
| Saab MFI-17                           |                | Švédsko            | cvičný letoun                              | T-17 Supporter                                                               | 27               |                                                  |                |